# FK Sūduva
Futbolo klubas Sūduva là một câu lạc bộ bóng Litva, Marijampolė. Câu lạc bộ hiện đang thi đấu ở A Lyga, hạng đấu hàng đầu bóng đá Litva kể từ năm 2002.

## Cổ động viên
Các cổ động viên của FK Sūduva được gọi là "Sūduvos Sakalai" (Những con chim ưng Sūduva).

## Trang phục thi đấu
Trang phục thi đấu sân nhà truyền thống của đội có màu trắng và sọc đỏ.
Trang phục sân khách thường có màu đỏ và sọc trắng.
Trang phục thủ môn có màu vàng và các chi tiết màu đen (năm 2018). Ở mùa giải 2019 có màu xanh lục nhạt (hoặc đen).
Joma là nhà tài trợ trang phục kể từ mùa giải 2014.
| Trang phục sân nhà | Trang phục sân khách | Trang phục thay thế | 2018 (Trang phục thủ môn) | 2019 (Trang phục thủ môn) |

## Thành tích
- A lyga (D1)

2017, 2018, 2019
- Cúp bóng đá Litva

2006, 2009, 2019

## Mùa
| Mùa  | Trình độ | Liga                | Không gian | Liên kết ngoài |
| ---- | -------- | ------------------- | ---------- | -------------- |
| 2000 | 3.       | Antra lyga (Pietūs) | 1.         | [ 1 ]          |
| 2001 | 2.       | Pirma lyga          | 2.         | [ 2 ]          |
| 2002 | 1.       | A lyga              | 6.         | [ 3 ]          |
| 2003 | 1.       | A lyga              | 6.         | [ 4 ]          |
| 2004 | 1.       | A lyga              | 7.         | [ 5 ]          |
| 2005 | 1.       | A lyga              | 3.         | [ 6 ]          |
| 2006 | 1.       | A lyga              | 5.         | [ 7 ]          |
| 2007 | 1.       | A lyga              | 2.         | [ 8 ]          |
| 2008 | 1.       | A lyga              | 4.         | [ 9 ]          |
| 2009 | 1.       | A lyga              | 3.         | [ 10 ]         |
| 2010 | 1.       | A lyga              | 2.         | [ 11 ]         |
| 2011 | 1.       | A lyga              | 3.         | [ 12 ]         |
| 2012 | 1.       | A lyga              | 3.         | [ 13 ]         |
| 2013 | 1.       | A lyga              | 4.         | [ 14 ]         |
| 2014 | 1.       | A lyga              | 5.         | [ 15 ]         |
| 2015 | 1.       | A lyga              | 4.         | [ 16 ]         |
| 2016 | 1.       | A lyga              | 3.         | [ 17 ]         |
| 2017 | 1.       | A lyga              | 1.         | [ 18 ]         |
| 2018 | 1.       | A lyga              | 1.         | [ 19 ]         |
| 2019 | 1.       | A lyga              | 1.         | [ 20 ]         |
| 2020 | 1.       | A lyga              | 2.         | [ 21 ]         |
| 2021 | 1.       | A lyga              | 2.         | [ 22 ]         |
| 2022 | 1.       | A lyga              | 6.         | [ 23 ]         |
| 2023 | 1.       | A lyga              | 7.         | [ 24 ]         |
| 2024 | 1.       | A lyga              | 9.         | [ 25 ]         |
| 2025 | 1.       | A lyga              | .          | [ 26 ]         |

## Đội hình hiện tại
Tính đến 08-04-2025
Ghi chú: Quốc kỳ chỉ đội tuyển quốc gia được xác định rõ trong điều lệ tư cách FIFA. Các cầu thủ có thể giữ hơn một quốc tịch ngoài FIFA.
| 12 | TM | Litva   | Giedrius Zenkevičius |  |  |  |  |  |
| 99 | TM | Litva   | Vilius Stebrys       |  |  |  |  |  |
|    |    |         |                      |  |  |  |  |  |
| 4  | HV | Nigeria | Henry Uzochukwu      |  |  |  |  |  |
| 5  | HV | Litva   | Žygimantas Baltrūnas |  |  |  |  |  |
| 15 | HV | Serbia  | Aleksandar Živanović |  |  |  |  |  |
| 29 | HV | Litva   | Markas Beneta        |  |  |  |  |  |
|    |    |         |                      |  |  |  |  |  |
| 8  | TV | Togo    | Steve Lawson         |  |  |  |  |  |

| 88 | TV | Litva   | Dariuš Stankevičius |  |  |  |  |  |
| —  | HV | Serbia  | Igor Maksimović     |  |  |  |  |  |
|    |    |         |                     |  |  |  |  |  |
| 7  | TĐ | Litva   | Justas Česnavičius  |  |  |  |  |  |
| 17 | TĐ | Ukraina | Artemas Kovbasa     |  |  |  |  |  |
| 21 | TĐ | Litva   | Linas Zingertas     |  |  |  |  |  |
| 94 | TĐ | Nigeria | Ugochukwu Oduenyi   |  |  |  |  |  |